# Denguevirus
Het denguevirus (DENV) is een arbovirus en is de oorzaak van dengue. Het is een door de muggen overgedragen, positief enkelstrengig RNA-virus van de familie Flaviviridae (geslacht Flavivirus). Het virus wordt voornamelijk door muggen van het geslacht Aedes verspreid, een mug die overdag actief is en zich voortplant in stilstaand water zoals in watercontainers.